# ʿAlī Sālih as-Saʿdī

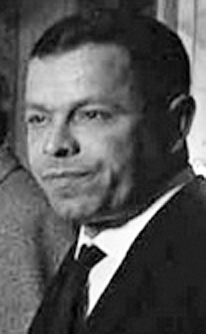
ʿAlī Sālih as-Saʿdī

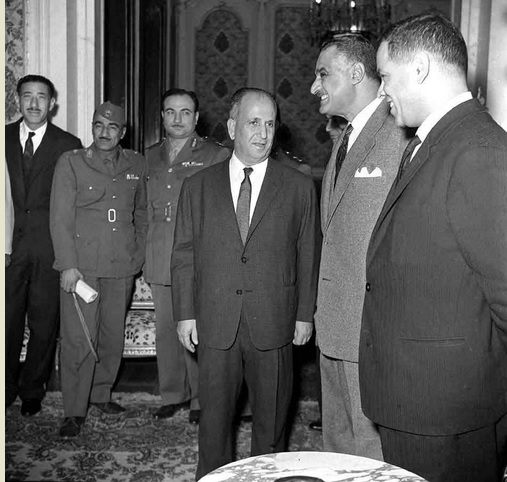
Am 15. März 1963 war ʿAlī Sālih as-Saʿdī Mitglied einer irakischen Delegation zu Einheitsgesprächen in Kairo zwischen den Machthabern von Ägypten, Syrien und dem Irak. Von links nach rechts: Kamal el-Din Hussein (Ägypten), Unbekannter, Anwar as-Sadat (Ägypten), Abd al-Hakim Amer (Ägypten), ein irakischer Offizier, Ziad al-Hariri (Syrien), Nahid al-Qasim (Syrien), Gamal Abdel Nasser (Ägypten) und ʿAlī Sālih as-Saʿdī (Irak).

ʿAlī Sālih as-Saʿdī (arabisch علي صالح السعدي, DMG ʿAlī Ṣālih as-Saʿdī; * 1928 in Bagdad; † 1977) war ein irakischer Politiker. Er war von Ende der 1950er Jahre bis zum Militärputsch vom 18. November 1963 Generalsekretär des irakischen Zweiges der Baath-Partei. Vom 8. Februar 1963 (Ramadan-Revolution) bis zum Militärputsch vom 18. November 1963 war er Vize-Ministerpräsident unter Ahmad Hasan al-Bakr, Innenminister und als Befehlshaber über die Nationalgarde (Al-Hars al-Qawmi) verantwortlich für ein Massaker. Mit parteipolitischen Manövern wollte er Ahmad Hasan al-Bakr als Ministerpräsident ablösen, was den Militärputsch vom 18. November 1963 provozierte und die Baath-Partei von der Macht im Irak entfernte.

## Werdegang
ʿAlī Sālih as-Saʿdī wurde in eine arabisch-kurdische Familie geboren. 1955 schloss er ein Studium der Wirtschaftswissenschaft an der Universität Bagdad ab und trat in die Baath-Partei ein. Am 14. Juli 1958 stürzten Militärs um Abd al-Karim Qasim und die Irakische Kommunistische Partei Faisal II. Prominente Mitglieder der Baath-Partei übten handgreifliche Opposition zu Abd al-Karim Qasim, wodurch sie ins Exil gezwungen wurden. Im Oktober 1959 verletzte sich Saddam Hussein bei einem Attentat auf Abd al-Karim Qasim am Bein und ging über Syrien nach Kairo ins Exil. ʿAlī Sālih as-Saʿdī blieb als Generalsekretär des irakischen Zweiges der Baath-Partei in Bagdad und gilt als Architekt des Sturzes von Abd al-Karim Qasim, eine Machtübernahme, zu der er später einräumte:

„We came to power on a CIA train.“

### CIA-Komplizenschaft
Die National Security Agency stellte eine Liste angeblicher Kommunisten zusammen, die der Central Intelligence Agency, Nachrichtendienst von John F. Kennedy, vertreten von John McCone, vertreten von der Abteilung Naher Osten, James Hardesty Crichtfield dem irakischen Regime als Hitliste übergab.
Bei Straßenkämpfen kamen in Bagdad zwischen 300 und 5.000 Sympathisanten der Kommunisten ums Leben.

### Parteipolitische Manöver
Im Oktober 1963 betrieb as-Saʿdī auf dem gesamtarabischen Sechsten Parteitag (Nationalkongress) der Baath-Partei in Damaskus die Abwahl der Gründerväter Michel Aflaq und Salah ad-Din al-Bitar. Am 11. November 1963 beriefen as-Saʿdī und seine Anhänger eine „außerordentliche Parteikonferenz“ ein, um Premier Ahmad Hasan al-Bakr und andere Rivalen aus der Partei auszuschließen. Bakr-treue Baath-Offiziere verhafteten sie, woraufhin am 13. November 1963 der as-Saʿdī-Vertraute Wandawi, abgesetzter (aber nicht zurückgetretener) Chef der Nationalgarde, Ziele in Bagdad bombardierte und fünf Tage lang in der Hauptstadt wütete. Hassan al-Bakr rief den an sich rein repräsentativen Präsidenten Abd as-Sallam Arif zu Hilfe, der als Oberbefehlshaber der Armee mit dem Militärputsch vom 18. November 1963 wieder Ruhe und Ordnung herstellte.